# RFID
RFID (viết tắt thuật ngữ tiếng Anh: Radio Frequency Identification, tiếng Việt: Nhận dạng qua tần số vô tuyến) là một công nghệ sử dụng trường điện từ để tự động nhận dạng và theo dõi các thẻ hỗ trợ công nghệ này được gắn vào đối tượng. Một hệ thống RFID bao gồm một bộ phát đáp nhỏ, một bộ thu và một bộ phát sóng vô tuyến. Khi được kích hoạt bởi một xung điện từ để truy vấn dữ liệu từ một đầu đọc RFID ở gần đó, thẻ RFID sẽ phản hồi dữ liệu số, thường là một giá trị định dạng của riêng thẻ đó, cho đầu đọc RFID. Giá trị trả về từ thẻ RFID này có thể được dùng để theo dõi vật thể, như hàng hóa, thiết bị,... Là một phương pháp nhận dạng tự động dựa trên việc lưu trữ dữ liệu của thiết bị từ xa, RFID vì thế là một phương pháp của Tự động Nhận dạng và Thu thập Dữ liệu (Automatic Identification and Data Capture, viết tắt: AIDC).
Có hai loại thẻ RFID:
- Passive tags (tạm dịch: thẻ thụ động): là loại thẻ được cấp năng lượng từ sóng vô tuyến phát từ đầu đọc RFID cho việc truy vấn dữ liệu. Tầm hoạt động hiệu quả của loại thể này cỡ vài cm.
- Active tags (tạm dịch: thẻ chủ động): là loại thể được cấp năng lượng từ pin, do đó có thể được đọc từ khoảng cách khá xa với đầu đọc RFID, có thể lên đến hàng trăm mét.

Không giống mã vạch, thẻ RFID không cần phải nằm trong phạm vi đọc được của đầu đọc thẻ RFID, vì vậy nó có thể được gắn hoặc nhúng trên các đối tượng cần theo dõi.
Thẻ RFID được sử dụng nhiều trong công nghiệp. Ví dụ, trong quá trình sản xuất ô tô, một thẻ RFID gắn trên một ô tô đang được lắp ráp có thể được dùng để theo dõi toàn bộ quá trình trên dây chuyền sản xuất, các thẻ RFID gắn trên dược phẩm sẽ hỗ trợ việc theo dõi chúng trong kho hàng, và cấy chip RFID trên gia súc và vật nuôi hỗ trợ việc định danh động vật. Các thẻ RFID còn có thể được sử dụng trong quá trình thanh toán ở cửa hàng và ngăn chặn hành vi trộm cắp hàng hóa trong cửa tiệm.
Do thẻ RFID có thể được gắn trên các thiết bị vật lý nói chung như tài sản, quần áo, tiền giấy, hoặc cấy trên cơ thể người hoặc động vật, khả năng bị đọc trộm thông tin liên quan đến chủ sở hữu vật thể được gắn các thẻ RFID đó đã làm dấy lên các mối lo ngại về quyền riêng tư. Các mối lo ngại này dẫn đến việc phát triển các tiêu chuẩn kĩ thuật cho công nghệ RFID liên quan đến quyền riêng tư và bảo mật. ISO/IEC 18000 và ISO/IEC 29167 sử dụng các phương pháp mã hóa trên chip để chống truy vết, đồng thời xác thực thẻ và đầu đọc, và over-the-air privacy (tạm dịch: quyền riêng tư trong không gian). ISO/IEC 20248 quy định một chữ kí điện tử với cấu trúc dữ liệu cho việc cung cấp dữ liệu, xác thực nguồn và phương pháp đọc của RFID và mã vạch. Công việc quy định này được thực hiện bởi ISO/IEC JTC 1/SC 31 (ISO/IEC JTC 1/SC 31 Automatic identification and data capture techniques), một phân ban của ISO, và Ủy ban kỹ thuật điện quốc tế (IEC) Joint Technical Committee (JTC).
Năm 2014, thị trường RFID trên toàn thế giới đạt $8.89 tỷ dollar Mỹ, cao hơn năm 2013 v$7.77 tỷ dollar Mỹ và năm 2012 với $6.96 tỷ dollar Mỹ. Các con số thống kê trên bao gồm thẻ, đầu đọc, và phần mềm/dịch vụ cho các thẻ, nhãn, móc khóa RFID, cùng nhiều yếu tố khác có liên quan. Thị trường này cũng được ước tính sẽ tăng từ $12.08 tỷ dollar vào năm 2020 đến $16.23 tỷ dollar vào năm 2029.

## Đặc điểm
- Sử dụng hệ thống không dây thu phát sóng radio. Không sử dụng tia sáng như mã vạch.
- Thông tin có thể được truyền qua những khoảng cách nhỏ mà không cần một tiếp xúc vật lý nào.
- Có thể đọc được thông tin xuyên qua các môi trường, vật liệu như: bê tông, tuyết, sương mù, băng đá, sơn và các điều kiện môi trường thách thức khác mà mã vạch và các công nghệ khác không thể phát huy hiệu quả.

## Thiết kế
Một hệ thống RFID sử dụng thẻ hoặc nhãn (hỗ trợ RFID) để gắn vào thiết bị cần nhận dạng. Bộ thu-phát sóng vô tuyến 2 chiều được gọi là interrogators (tạm dịch: thiết bị truy vấn) hoặc readers (đầu đọc), làm nhiệm vụ gởi tín hiệu đến thẻ RFID và đọc dữ liệu trả về từ nó.

### Thẻ RFID
Một thẻ RFID bao gồm 3 thành phần: một chip để lưu và xử lí thông tin, điều chế và giải điều chế tín hiệu tần số sóng vô tuyến; một antenna để nhận và gởi tín hiệu; và một substrate (tạm dịch: chất nền). Thông tin của thẻ RFID được lưu trong bộ nhớ EEPROM.
Thẻ RFID có thể là passive, active hoặc thẻ passive có pin. Thẻ active sẽ gởi dữ liệu và có một pin để cấp nguồn cho nó. Với thẻ passive, antenna của nó sẽ thu năng lượng từ sóng vô tuyến để cấp cho IC, do đó thẻ passive sẽ rẻ hơn vì nó không cần pin để cấp năng lượng.
Các thẻ RFID có thể là loại thẻ chỉ đọc, với số serial từ nhà sản xuất phục vụ cho việc quản lí dữ liệu, hoặc là loại thẻ hỗ trợ đọc/ghi, với các dữ liệu đặc biệt để ghi vào thẻ bởi người dùng hệ thống. Các thẻ lập trình được có thể được ghi một lần và đọc nhiều lần, thẻ trống có thể được ghi với một mã code điện tử của sản phẩm bởi người dùng.
Các thẻ RFID nhận yêu cầu truy vấn và phản hồi với thông tin định danh (ID) của nó và nhiều thông tin khác. Đây có thể là số series duy nhất của thẻ, hoặc các thông tin liên quan đến sản phẩm, như số kho hàng hoặc lô hàng, ngày sản xuất hoặc các thông tin đặc thù khác. Do mỗi thẻ RFID có số series riêng, hệ thống RFID có thể được thiết kế để đọc được nhiều thẻ cùng lúc, miễn là chúng nằm trong tầm hoạt động của đầu đọc RFID.

### Đầu đọc
Hệ thống RFID có thể được phân chia theo loại thẻ và đầu đọc. Có 3 loại:
- Hệ thống Passive Reader Active Tag (PRAT) (tạm dịch: Đầu đọc thụ động cho thẻ chủ động) có một đầu đọc thụ động có thể nhận tín hiệu sóng vô tuyến từ các thẻ active (loại thẻ cấp nguồn từ pin, chỉ truyền dữ liệu). Tầm hoạt động của hệ thống đầu đọc PRAT có thể điều chỉnh trong khoảng 1–2,000 feet (0–600 m), cho phép tùy biến với các ứng dụng như bảo vệ hoặc giám sát tài sản.
- Hệ thống Active Reader Passive Tag (ARPT) (tạm dịch: Đầu đọc chủ động cho thẻ bị động) có một đầu đọc chủ động có thể truyền tín hiệu truy vấn và cũng nhận phản hồi xác thực từ các thẻ passive.
- Hệ thống Active Reader Active Tag (ARAT) (tạm dịch: Đầu đọc thẻ chủ động cho thẻ chủ động) sử dụng thẻ active với tín hiệu truy vấn từ đầu dọc chủ động. Một biến thể từ hệ thống là sử dụng thẻ passive với pin hỗ trợ (Battery-Assisted Passive (BAP) tag), thẻ này sẽ hoạt động như thẻ passive nhưng có pin để cấp nguồn khi thẻ phản hồi tín hiệu thông báo.

Đầu đọc cố định được thiết lập để tạo ra một không gian cho việc truy vấn thẻ RFID, nơi các thẻ RFID đưa vào đều có thể thực hiện quá trình truy vấn. Các đầu đọc có thể được cầm tay hoặc bố trí trên các xe đẩy hàng hoặc phương tiện giao thông.

### Tần số
| Băng tần                                        | Quy định          | Phạm vi   | Tốc độ                 | Nội dung trong ISO/IEC 18000 | Mục đích sử dụng | Giá thành xấp xỉ của thẻ theo thể tích (đơn giá năm 2006) |
| ----------------------------------------------- | ----------------- | --------- | ---------------------- | ---------------------------- | --- | --------------------------------------------------------- |
| LF: 120–150 kHz                                 | Không phổ thông   | 10 cm     | Thấp                   | Part 2                       | Định danh động vật, thu thập dữ liệu nhà máy | US$1                                                      |
| HF: 13.56 MHz                                   | Băng tần ISM      | 10 cm–1 m | Từ thấp đến trung bình | Part 3                       | Thẻ thông minh (ISO/IEC 15693, ISO/IEC 14443 A, B), Các thẻ nhớ không theo chuẩn ISO (Mifare Classic, iCLASS, Legic, Felica...), Thẻ vi xử lý tương thích chuẩn ISO (Desfire EV1, Seos) | US$0.50 đến US$5                                          |
| UHF: 433 MHz                                    | Thiết bị tầm ngắn | 1–100 m   | Trung bình             | Part 7                       | Ứng dụng quốc phòng, với thẻ active | US$5                                                      |
| UHF: 865–868 MHz (châu Âu) 902–928 MHz (Bắc Mỹ) | Băng tần ISM      | 1–12 m    | Trung bình đến cao     | Part 6                       | EAN, nhiều chuẩn; sử dụng trong ngành đường sắt | US$0.15 (thẻ passive)                                     |
| Vi ba: 2450–5800 MHz                            | Băng tần ISM      | 1–2 m     | Cao                    | Part 4                       | 802.11 WLAN, chuẩn Bluetooth | US$25 (thẻ active)                                        |
| Vi ba: 3.1–10 GHz                               | Ultra wide band   | Đến 200 m | Cao                    | Không được định nghĩa        | Yêu cầu thẻ semi-active hoặc active | US$5 projected                                            |